# Cold Springs (hrabstwo Tuolumne)
Cold Springs – jednostka osadnicza w Stanach Zjednoczonych, w stanie Kalifornia, w hrabstwie Tuolumne.